# 林奕豪
林奕豪（2000年10月30日—），為台灣棒球選手，曾效力於中華職棒富邦悍將隊，守備位置為外野手。於2019年季中選秀會中被富邦悍將以第5輪第27順位選進。
2023年，因家庭因素向球隊自請離隊。生涯無一軍出賽記錄。

## 經歷
- 宜蘭縣柯林國小少棒隊
- 宜蘭縣三星國小少棒隊
- 宜蘭縣三星國中青少棒隊
- 新北市私立穀保高級家事商業職業學校青棒隊
- 中華職棒富邦悍將（2019年－2022年）

## 外部連結
- 林奕豪在台灣棒球維基館上的頁面（繁體中文）